# Paramurexia rothschildi
Paramurexia rothschildi је врста сисара торбара из реда Dasyuromorphia и породице Dasyuridae.

## Распрострањење
Папуа Нова Гвинеја је једино познато природно станиште врсте.

## Станиште
Врста Paramurexia rothschildi има станиште на копну.
Врста је по висини распрострањена до 1.400 метара надморске висине.

## Угроженост
Ова врста се сматра рањивом у погледу угрожености врсте од изумирања.

### Популациони тренд
Популациони тренд је за ову врсту непознат.